# Fajr Libya
Fajr Libya (« Aube de Libye ») est une coalition de groupes armés de tendance islamiste pendant la deuxième guerre civile libyenne, dont le noyau est constitué par les milices de la ville de Misrata, avec autour d'elle une grande partie des milices du Sud. Ce groupe a été actif de 2014 à 2016.